# Ференц Ліст. Мрії любові
«Ференц Ліст — Мрії любові» (угор. Szerelmi álmok — Liszt) — радянсько-угорський кольоровий двосерійний художній фільм 1970 року, спільного виробництва кіностудії «Ленфільм» і «МАФІЛЬМ». Знятий на негатив 70 мм. Режисером фільму був Мартон Келеті.

## Сюжет
Австро-угорський композитор і піаніст Ференц Ліст приїжджає в Росію з концертним турне на запрошення  царя. На концертах в Петербурзі Ліст справляє сильне враження. Його з захопленням зустрічає російська публіка, і сам композитор Михайло Іванович Глінка захоплений його віртуозною грою. Але найприємніша подія для Ліста — зустріч з красунею-княгинею  Кароліною Вітгенштейн. Ференц Ліст і Кароліна Вітгенштейн стануть нерозлучні і композитор, захоплений красою коханої, присвятить їй свої знамениті «Мрії любові».

## У ролях
- Імре Шинкович — Ференц Ліст (роль озвучив — Андрій Попов)
- Аріадна Шенгелая — княгиня Кароліна Вітгенштейн
- Шандор Печі — Гаетано Беллоні, секретар Ліста
- Клара Лучко — Марі д'Агу
- Ігор Дмитрієв — князь Микола Петрович Вітгенштейн
- Лариса Трембовельська — Лола Монтес
- Ігор Озеров — композитор Ріхард Вагнер
- Тамаш Майор — папа Пій IX
- Ференц Бешшеньєї — Мігай Верешмарті
- Лайош Башті — Акош Трефорт, міністр
- Адам Сіртеш — Мішка, слуга Ференца Ліста
- Валентин Кулик — Сигізмунд Тальберг, австрійський композитор і піаніст-віртуоз
- Петро Шелохонов — композитор Михайло Іванович Глінка
- Марина Юрасова — Марія Павлівна, сестра імператора Миколи I
- Сергій Полежаєв — придворний
- Сергій Іванов — імператор Микола I (дублював Владислав Стржельчик)
- Василь Леонов — композитор Олександр Порфирович Бородін
- Іван Мокєєв — епізод
- Геннадій Бєдностін — епізод
- Сергій Карнович-Валуа — Карл Фрідріх Саксен-Веймар-Ейзенахський, чоловік Марії Павлівни
- Анатолій Шведерський — кардинал Густав Адольф фон Гогенлое-Шіллінгсфюрст
- Наталія Байтальська — Віра Тиманова, російська учениця Ліста
- Еммануїл Шварцберг — епізод
- Дьордь Кальман — начальник поліції (дублював Олександр Дем'яненко)
- Хільда Гоббі — економка Ліста
- Петер Хусті — імператор Франц Йосиф I
- Ласло Меншарош — епізод
- Тібор Бічкеї — друг Ліста
- Дьюла Бенкьо — епізод
- Шандор Шука — Йозеф Гайдн
- Геза Торді — Карл Черні, австрійський піаніст і композитор, учитель Ліста в дитинстві
- Габор Маді Сабо — Адам, батько Ліста
- Віра Семере — Анна, мати Ліста
- Берталан Шольті — епізод
- Жолт Кочі — Ференц Ліст в дитинстві
- Ласло Маркуш — герцог Міклош Естерхазі
- Корнель Геллеї — священик
- Іван Мокєєв — епізод
- Ірина Губанова — Ольга Яніна
- Петро Меркур'єв — Нікколо Паганіні
- Тетяна Оппенгейм — епізод
- Кларі Тольнаї — Козіма, дочка Ліста
- Віктор Костецький — складальник пожертвувань
- Янош Ференчік — диригент

## Знімальна група
- Автори сценарію —  Леонід Дель, Імре Кесі
- Постановка — Мартон Келеті
- Оператор — Іштван Хільдебранд
- Художник-постановник —  Олексій Рудяков
- Художник — Ласло Дуба
- Композитор — Ференц Фаркаш
- Звукооператори —  Володимир Яковлєв, Янош Арато
- Співоператор —  Вадим Грамматиков
- Режисери — Надія Русанова, Дьюла Масарош, Шандор Кьо
- Художник по костюмах —  Тетяна Острогорська, Тивадар Марк
- Художники-декоратори —  Віра Зелінська, Олексій Шкеле, Едуард Ісаєв, Яношне Немет
- Художники-гримери — Ніна Скворцова, Дьорд Іваніца, Петер Іваніца, Шандорне Юхас
- Асистенти режисера — Ян Нахамчук, Міклош Сурді
- Редактори —  Ісаак Гликман, Ференц Катона
- Монтажер — Міхай Морелл
- Твори Ліста виконує піаніст Дьордь Цифра
- Фонотечні записи творів  Шопена і  Бетховена у виконанні  Святослава Ріхтера
- Хореографія —  Костянтина Сергева,  Наталії Дудинської
- Диригент — Янош Ференчік
- Заступники директора — Маргарита Рябкова, Ігор Юмін, Володимир Самойлов, Нандор Чобот
- Директора картини — Григорій Діденко, Лайош Оварі